# ОФК Елин Пелин
ОФК „Елин Пелин“ е футболен клуб от град Елин Пелин, България.
Основните цветове са тъмносиньо и синьо. Играе мачовете си на стадион „Елин Пелин“ с капацитет 5000 зрители.
Основан е през 1923 г. под името „Левски“ в с. Новоселци (старото име на Елин Пелин). През 1950 г. е преименуван на „Червено знаме“. През 1953 г. се класира за Югозападната Б група, където завършва на 10 място и се спасява от изпадане. През 1954 г. се класира на 5-о място. След това участва още един сезон в Б група под името ФК „Елин Пелин“, но завършва на 11-о място и отпада.
През 1957 г. е преименуван на ФК „Левски“. Оттогава играе с променлив успех във Вгрупа и А ОФГ-София. През 1998 г. се обединява с Верила (Равно поле), като новият отбор запазва името „Верила“, но играе в Елин Пелин. На следващата 1999 г. Левски (Елин Пелин) се отделя от Верила, но играе в Гара Елин Пелин. През лятото на 2000 г. „Верила“ (Елин Пелин), заедно с Искър (Герман), формират ФК „Авто Бил 2000“ (Герман) и Левски се завръща в град Елин Пелин.
В края на сезон 2011/12, клубът е изваден от В група заради неявяване на последните два кръга на първенството. Играе в ОФГ София. 

## Успехи
- 5 място в Б група през 1954 г.

## Изявени футболисти
{{колони|3|
- Тодор Милушев
- Александър Кенаров
- Асен Аспарухов
- Тодор Цветанов
- Досьо Плашоков
- Георги Реджов
- Никола Чокойски
- Димитър Стойнов
- Тодор Реджов
- Стойне Трайчев
- Благой Чокойски
- Благой Стамболийски
- Димитър Василев
- Нато Биволаров
- Богдан Батов
- Иван Йосифов
- Христо Манолов
- Трайчо Спасов
- Младен Хаджийски
- Атанас Зеленков
- Владимир Стойнов
- Бисер Иванов
- Венцислав Димитров
- Ангел Грънчов
- Христо Димитров